# Estación del sur de Wenhai Road
Camino del sur de Wenhai ( Chinese ) es una estación de la Línea 1 y la Línea 8 del Metro de Hangzhou en China. Fue inaugurado el 24 de noviembre de 2015, junto con el tramo ampliado de la Línea 1. La Línea 8 se inauguró el 28 de junio de 2021. Se encuentra en el distrito Qiantang de Hangzhou, es una zona de servicio común para los habitantes de la susodicha zona .